# Indocalamus tongchuensis
Indocalamus tongchuensis là một loài thực vật có hoa trong họ Hòa thảo. Loài này được K.F.Huang & Z.L.Dai mô tả khoa học đầu tiên năm 1986.